# Paoline Ekambi
Paoline Ekambi, conosciuta anche come Paoline Kinge (Parigi, 14 maggio 1962), è un'ex cestista francese.

## Carriera
Con la Francia ha disputato cinque edizioni dei Campionati europei (1980, 1985, 1987, 1989, 1993).